# Semen Klymovskiy
Semen Klymovskyi (en ucraniano: Семен Климовський (1705-1785) fue un cosaco, filósofo y poeta ucraniano del regimiento de Járkiv, que escribió la famosa canción popular ucraniana “Un cosaco cabalgó”.

## Biografía

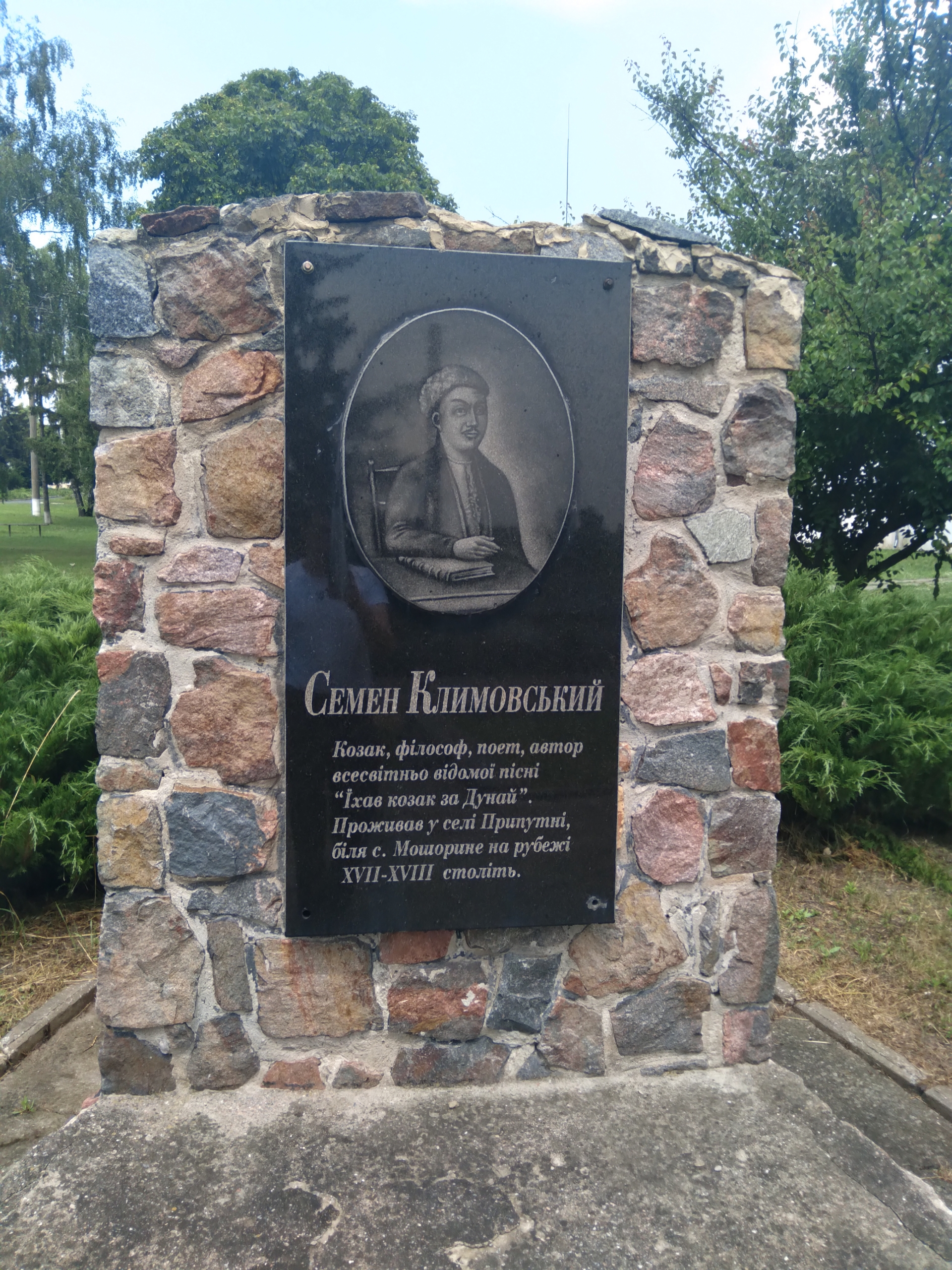
un monumento a Semen Klymovskiy en el aldea de Moshoryne

Se desconoce el lugar exacto de nacimiento. La vida de S. Klymovskiy, relacionada con la Academia Kyiv-Mohylya. Las obras del poeta dan testimonio de su conocimiento de lenguas, literatura y filosofía. Entre aquellos cuyas opiniones eran más cercanas a las de Klymovsky, debería mencionarse en primer lugar a Horacio.
Toda su vida desde 1724 participó en las campañas militares de los cosacos ucranianos, inspirándose en ellas escribió poemas y canciones. A finales del siglo XVIII, en el territorio del antiguo Sich de Zaporiyia, fundó junto con un amigo el pueblo de Pryputni, donde murió.
Pryputni fue abandonada como resultado del Holodomor 1932-1933 y su territorio fue anexado a Moshoryne.